# Liste der Baudenkmäler in Sundern (Sauerland)

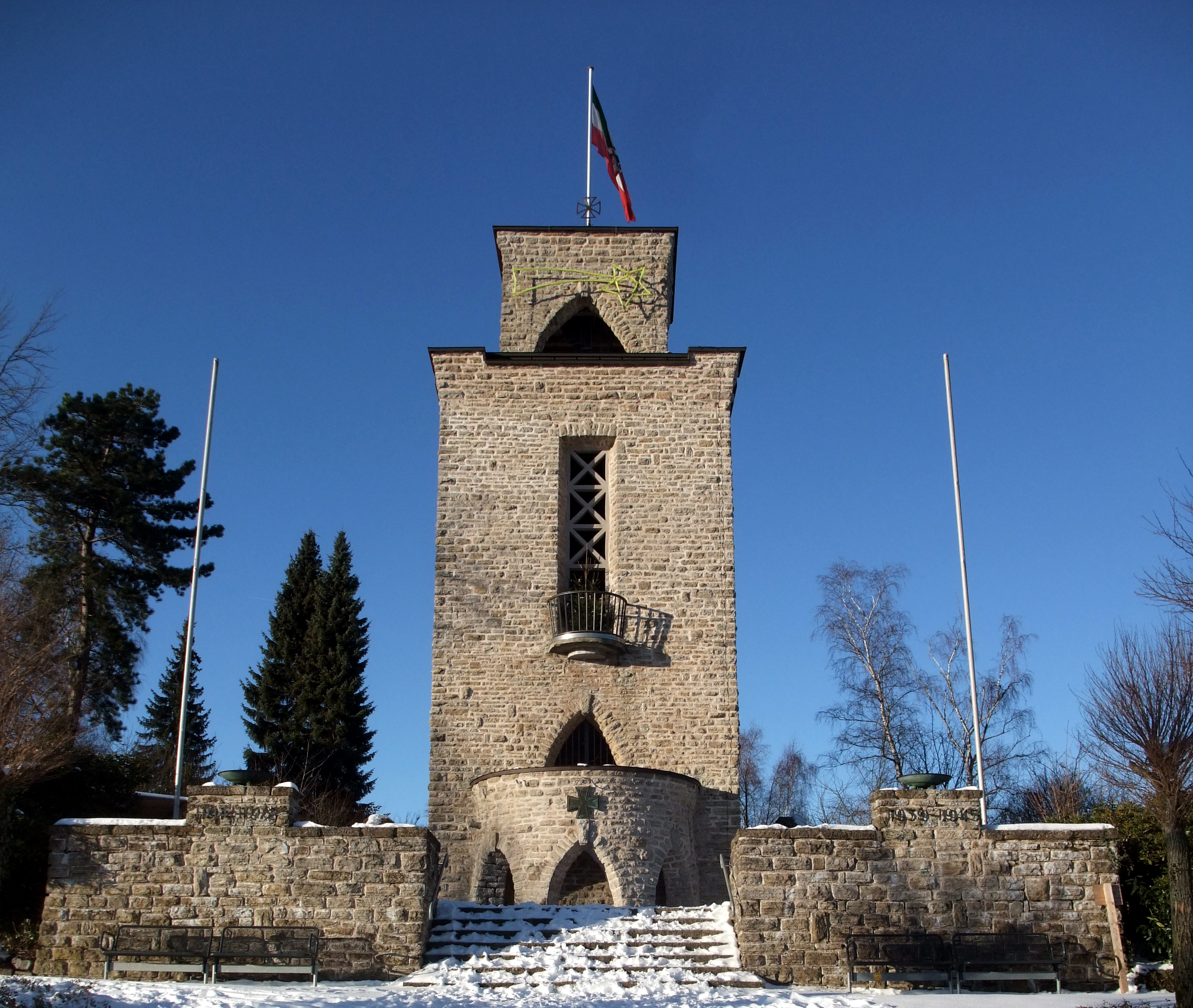
Ehrenmal in Sundern-Langscheid

In der Liste der Baudenkmäler in Sundern (Sauerland) sind alle Baudenkmäler der Stadt Sundern im Hochsauerlandkreis in Nordrhein-Westfalen aufgeführt. Grundlage ist die Denkmalliste der Stadt Sundern, die (Stand: 26. September 2011) – einschließlich der Bodendenkmäler – 188 Einträge umfasst. Denkmäler sind in allen Ortsteilen außer Meinkenbracht und Stemel ausgewiesen.
Die Liste ist nach Ortsteilen sortiert.

## Allgemein
- Bild: Bild des Kulturdenkmals, ggf. zusätzlich mit einem Link zu weiteren Fotos des Kulturdenkmals im Medienarchiv Wikimedia Commons
- Bezeichnung: Name des Kulturdenkmals
- Lage: Straßenname und Hausnummer oder Flurstücknummer des Kulturdenkmal, gegebenenfalls auch den Ortsteil. Die Grundsortierung der Liste erfolgt nach dieser Adresse. Der Link (Karte) führt zu verschiedenen Kartendiensten mit der Position des Kulturdenkmals. Fehlt dieser Link, wurden die Koordinaten noch nicht eingetragen. Sind diese bekannt, können sie über ein Tool mit einer Kartenansicht einfach nachgetragen werden. In dieser Kartenansicht sind Kulturdenkmale ohne Koordinaten mit einem roten bzw. orangen Marker dargestellt und können durch Verschieben auf die richtige Position in der Karte mit Koordinaten versehen werden. Kulturdenkmale ohne Bild sind an einem blauen bzw. roten Marker erkennbar.
- Beschreibung: Kurzcharakteristik des Kulturdenkmals
- Bauzeit: Baubeginn, Fertigstellung, Datum der Erstnennung oder grobe zeitliche Einordnung entsprechend des Eintrags in der zuständigen Denkmaldatenbank
- Eingetragen seit: Datum der Erfassung in der zuständigen Denkmaldatenbank

## Baudenkmäler nach Stadtteilen

### Sundern
| Bild                    | Bezeichnung                         | Lage                     | Beschreibung | Bauzeit   | Eingetragen seit | Denkmal- nummer |
| ----------------------- | ----------------------------------- | ------------------------ | --- | --------- | ---------------- | --------------- |
| weitere Bilder          | Kapelle St. Thomas von Canterbury   | Gräfenbergring Karte     | Kapelle aus Bruchsteinmauerwerk, traufenständiger Bau mit verschiefertem Satteldach und Glockendachreiter. In der Sunderner Chronik wird bereits 1685 die zum Hofe Gockeler/Lohmann/Rudolphi gehörige Kapelle als schönste und älteste Kapelle Sunderns in der niederen Röhre erwähnt. 1953/1954 ließ der damalige Eigentümer die Kapelle neu erstehen. |           |                  | 000034-01       |
| BW                      | Fünfwundenkreuz                     | Hauptstraße 86 Karte     | Kreuz am Haus Tillman in der Hauptstraße 86. In einer Katasterkarte der Freiheit Sundern von 1820 findet sich das Kreuz vor dem alten „Haus Knapstein“. Bei der Fronleichnamsprozession des Jahres 1868 war das Fünfwundenkreuz die Station Schreiner Knapsteins Kreuz.                                                                                 |           |                  | 000008-01       |
| weitere Bilder          | Fachwerkhaus                        | Hauptstraße 123 Karte    | | vor 1830  |                  | 000152-01       |
| weitere Bilder          | Fachwerkhaus                        | Hauptstraße 129 Karte    | Zweigeschossiges Fachwerkhaus, traufenständig und im Erdgeschoss massiv. | 1777      |                  | 000039-01       |
| weitere Bilder          | Fachwerkhaus                        | Hauptstraße 131 Karte    | Zweigeschossiges Fachwerkhaus, traufenständig und im Erdgeschoss massiv. | 1777      |                  | 000039-02       |
| weitere Bilder          | Alte Kornbrennerei                  | Hauptstraße 132 Karte    | |           |                  | 000132-01       |
| weitere Bilder          | Wohnhaus und Arztpraxis             | Hauptstraße 133 Karte    | Expressionistischer Winkelbau mit gerundeten Ecken. Architekt war der Regierungsbaumeister außer Dienst C. A. Wiechen aus Neheim/Ruhr. | 1930/1931 |                  | 000046-01       |
| weitere Bilder          | Postamt                             | Hauptstraße 134 Karte    | Traufenständiger, zweigeschossiger Putzbau, der 1929 als Postgebäude errichtet wurde. Mittelrisalit mit grünen und roten Keramikfliesen. Über dem Mittelrisalit befindet sich ein Keramikadler. Bis 2009 wurde das Gebäude von der Post, danach von der Polizei genutzt.                                                                                | 1929      |                  | 000101-01       |
| Wohn- und Geschäftshaus | Wohn- und Geschäftshaus             | Hauptstraße 138 Karte    | | vor 1829  |                  | 000115-01       |
| Wohnhaus                | Wohnhaus                            | Kleinbahnstraße 2 Karte  | |           |                  | 000121-01       |
|                         | Kreuzbergkapelle                    | Kreuzberg                | |           |                  | 000020-01       |
| weitere Bilder          | Bildstock                           | Mescheder Straße 3 Karte | Bildstock mit Werler Marienbild, das vermutlich auf eine im 17. und 18. Jahrhundert stattgefundene Wallfahrt, die im Kloster Brunnen begonnen hat, zurückgeht. |           |                  | 000035-01       |
| weitere Bilder          | Göckelstätte                        | Röhre 22 Karte           | Im Register von 1652 waren drei Höfe in der Röhre verzeichnet, von denen einer von Herman Gockeler bewirtschaftet wurde und dem Höfeverband Stift Herford angehörte, dessen Haupthof in Schönholthausen lag. |           |                  | 000040-01       |
| weitere Bilder          | Stadtbücherei (ehemaliges Amtshaus) | Settmeckestraße 3 Karte  | |           |                  | 000127-01       |

### Allendorf
| Bild                                            | Bezeichnung                                     | Lage                                  | Beschreibung                                                       | Bauzeit           | Eingetragen seit | Denkmal- nummer |
| ----------------------------------------------- | ----------------------------------------------- | ------------------------------------- | ------------------------------------------------------------------ | ----------------- | ---------------- | --------------- |
| BW                                              | Annen-Kapellchen                                | (Kataster) Flur 9, Flurstück 69 Karte | am Kaukenberg                                                      |                   |                  | 000037-01       |
|                                                 | Neues Brünneken                                 | (Kataster) Flur 11, Flurstück 377     | Der Kaukenberg                                                     |                   |                  | 000042-01       |
|                                                 | Holzkreuz                                       | (Kataster) Flur 10, Flurstück 44      |                                                                    |                   |                  | 000043-01       |
| BW                                              | Kreuzwegstationen                               | (Kataster) Flur 9, Flurstück 69 Karte | (Kaukenberg)                                                       |                   |                  | 000043-01       |
| Ehemaliges Forsthaus                            | Ehemaliges Forsthaus                            | Allendorfer Straße 42 Karte           | Schieferhaus                                                       |                   |                  | 000023-01       |
| BW                                              | Spätklassizistische Haustür                     | Allendorfer Straße 43 Karte           | Spätklassizistische Haustür und Freisitzgitter                     |                   |                  | 000059-01       |
| BW                                              | Vorplatzgitter                                  | Allendorfer Straße 45 Karte           | Geschmiedetes Vorplatzgitter                                       |                   |                  | 000093-01       |
| Bruchsteinbauernhaus                            | Bruchsteinbauernhaus                            | Allendorfer Straße 46 Karte           | Bruchsteinbauernhaus                                               |                   |                  | 000112-01       |
| Bruchsteinhaus                                  | Bruchsteinhaus                                  | Allendorfer Straße 47 Karte           | Massives Bruchsteinhaus                                            |                   |                  | 000100-01       |
| Haustür                                         | Haustür                                         | Allendorfer Straße 55 Karte           |                                                                    | ca. 1830 bis 1850 |                  | 000092-01       |
| Reste der Stadtmauer                            | Reste der Stadtmauer                            | Allendorfer Straße 60 Karte           |                                                                    |                   |                  | 000058-01       |
| BW                                              | Inschriftenbalken                               | Allendorfer Straße 60 Karte           |                                                                    |                   |                  | 000069-01       |
| BW                                              | Bruchsteingebäude                               | Allendorfer Straße 73 Karte           | Massives Bruchsteingebäude                                         |                   |                  | 000073-01       |
| BW                                              | Stadtmauerreste                                 | Allendorfer Straße 73 Karte           | Stadtmauerreste in den Wänden des nördlich anschließenden Gebäudes |                   |                  | 000074-01       |
| Querdeelenhaus                                  | Querdeelenhaus                                  | Allendorfer Straße 96 Karte           |                                                                    |                   |                  | 000041-01       |
| BW                                              | Inschriftenbalken                               | Altstadtstraße 1 Karte                |                                                                    |                   |                  | 000089-01       |
| Bruchsteinbauernhaus                            | Bruchsteinbauernhaus                            | Altstadtstraße 12 Karte               |                                                                    |                   |                  | 000068-01       |
| Bruchsteingebäude                               | Bruchsteingebäude                               | Apostelstraße 4 Karte                 | Massives Bruchsteingebäude                                         |                   |                  | 000064-01       |
| BW                                              | Inschriftenbalken                               | Apostelstraße 6 Karte                 |                                                                    |                   |                  | 000060-01       |
| Bruchsteinwohnhaus                              | Bruchsteinwohnhaus                              | Apostelstraße 11 Karte                |                                                                    |                   |                  | 000063-01       |
| BW                                              | Freisitzgitter                                  | Apostelstraße 12 Karte                |                                                                    |                   |                  | 000079-01       |
| Katholische Pfarrkirche St. Antonius Einsiedler | Katholische Pfarrkirche St. Antonius Einsiedler | Apostelstraße 14 Karte                |                                                                    |                   |                  | 000021-01       |
| Bruchsteinbauernhaus                            | Bruchsteinbauernhaus                            | Halmersreihe 10 Karte                 |                                                                    |                   |                  | 000062-01       |
| BW                                              | Amecker Mühle                                   | Im Mühlenfeld 50 Karte                |                                                                    |                   |                  | 000100-01       |
| BW                                              | Wohnhaus (Stadtmauer)                           | Kötterhahn 8 Karte                    |                                                                    |                   |                  | 000004-01       |
| Ehemalige Lohmühle                              | Ehemalige Lohmühle                              | Unterer Stadtpfad 5 Karte             |                                                                    |                   |                  | 000065-01       |

### Altenhellefeld
| Bild                       | Bezeichnung                                                   | Lage                             | Beschreibung | Bauzeit | Eingetragen seit | Denkmal- nummer |
| -------------------------- | ------------------------------------------------------------- | -------------------------------- | --- | ------- | ---------------- | --------------- |
| BW                         | Dunkers Heiligenhäuschen                                      | Altenhellefelder Straße Karte    | Wegekapelle aus der 2. Hälfte des 19. Jahrhunderts. Kleiner verputzter Bruchsteinbau mit kunstverschiefertem Walmdach und einer Nische in der Rückwand.                                 |         |                  | 000029-01       |
| BW                         | Ehemaliges Bauernhaus, jetzt Gasthaus                         | Altenhellefelder Straße 13 Karte | |         |                  | 000133-01       |
| BW                         | Ehemaliges Bauernhaus                                         | Altenhellefelder Straße 14 Karte | |         |                  | 000087-01       |
| BW                         | Bauernhof                                                     | Altenhellefelder Straße 15 Karte | |         |                  | 000124-01       |
| BW                         | Bauernhaus                                                    | Altenhellefelder Straße 16 Karte | |         |                  | 000122-01       |
| BW                         | Schwellbalken und Füllhölzer am Giebelschild des Bauernhauses | Altenhellefelder Straße 17 Karte | |         |                  | 000075-01       |
| BW                         | Giebelschild des Bauernhauses                                 | Altenhellefelder Straße 19 Karte | |         |                  | 000076-01       |
| BW                         | Backhaus                                                      | Altenhellefelder Straße 21 Karte | |         |                  | 000077-01       |
| BW                         | Bauernhaus                                                    | Altenhellefelder Straße 21 Karte | |         |                  | 000014-01       |
| BW                         | Remise                                                        | Altenhellefelder Straße 21 Karte | |         |                  | 000078-01       |
| BW                         | Fachwerkhaus                                                  | Altenhellefelder Straße 22 Karte | |         |                  | 000032-01       |
| BW                         | Wirtschaftsgebäude                                            | Altenhellefelder Straße 22 Karte | |         |                  | 000095-01       |
| BW                         | Speichergebäude                                               | Altenhellefelder Straße 23 Karte | |         |                  | 000080-01       |
| BW                         | Bauernhaus                                                    | Altenhellefelder Straße 24 Karte | |         |                  | 000086-01       |
| BW                         | Räucherturm und beiderseitige Wirtschaftsflügel               | Altenhellefelder Straße 25 Karte | |         |                  | 000096-01       |
| BW                         | Hofgebäude                                                    | Altenhellefelder Straße 26 Karte | |         |                  | 000003-01       |
| BW                         | Bauernhaus und Scheune                                        | Altenhellefelder Straße 27 Karte | Haupthaus als ehemaliges Querdeelenhaus |         |                  | 000136-01       |
| BW                         | Hallenhaus                                                    | Altenhellefelder Straße 29 Karte | |         |                  | 000097-01       |
| BW                         | Klassizistisches Wohngebäude                                  | Altenhellefelder Straße 31 Karte | |         |                  | 000098-01       |
| BW                         | Bauernhaus                                                    | Altenhellefelder Straße 33 Karte | |         |                  | 000125-01       |
| BW                         | Einfriedungsmauer zur Straße                                  | Altenhellefelder Straße 33 Karte | |         |                  | 000126-01       |
| BW                         | Backhaus                                                      | Altenhellefelder Straße 35 Karte | |         |                  | 000081-01       |
| BW                         | Bauernhaus                                                    | Altenhellefelder Straße 37 Karte | |         |                  | 000082-01       |
| BW                         | Bauerngarten                                                  | Altenhellefelder Straße 37 Karte | |         |                  | 000083-01       |
| BW                         | Backhaus                                                      | Altenhellefelder Straße 37 Karte | |         |                  | 000084-01       |
| Ehemalige Molkerei         | Ehemalige Molkerei                                            | Grevensteiner Straße 3 Karte     | |         |                  | 000085-01       |
| Kapelle St. Antonius Abbas | Kapelle St. Antonius Abbas                                    | Langestraße 2 Karte              | Die Entstehungszeit der Kapelle ist unbekannt. Sie besteht aus einem kleinen Saal, im Kern barock, mit leicht eingezogenem Chor. 1698 erscheint sie erstmals in einer Kapellenrechnung. |         |                  | 000027-01       |
| Hof „Böhmer“               | Hof „Böhmer“                                                  | Langestraße 10 Karte             | Vierständerhaus (Fachwerk) mit massivem Bruchsteinmauerwerk im Erdgeschoss. |         |                  | 000033-01       |
| Speicherkeller             | Speicherkeller                                                | Langestraße 10 Karte             | |         |                  | 000119-01       |
| Hofeskreuz                 | Hofeskreuz                                                    | Langestraße 10 Karte             | |         |                  | 000120-01       |

### Amecke
| Bild                   | Bezeichnung                          | Lage                         | Beschreibung                                | Bauzeit           | Eingetragen seit | Denkmal- nummer |
| ---------------------- | ------------------------------------ | ---------------------------- | ------------------------------------------- | ----------------- | ---------------- | --------------- |
| weitere Bilder         | Katholische Pfarrkirche St. Hubertus | Amecker Straße 19 Karte      |                                             |                   |                  | 000030-01       |
| Schultenhof Illingheim | Schultenhof Illingheim               | Illingheimer Straße 21 Karte | Haupthaus und ehemaliges Wirtschaftsgebäude | ~1931/32 und 1878 |                  | 000150-01       |
| weitere Bilder         | Haus Amecke                          | Schlossweg 7 Karte           |                                             |                   |                  | 000007-01       |

### Endorf
Diese Liste umfasst auch Eintragungen in den Nebendörfern Endorferhütte, Recklinghausen (Sundern), Brenschede, Kloster Brunnen, Röhrenspring, Bönkhausen und Gehren.
| Bild                                  | Bezeichnung                           | Lage                                                | Beschreibung                                                                                         | Bauzeit | Eingetragen seit | Denkmal- nummer |
| ------------------------------------- | ------------------------------------- | --------------------------------------------------- | --- | ------- | ---------------- | --------------- |
|                                       | Trigonometrischer Punkt               | Endorfer Straße                                     | |         |                  | 000156-01       |
| Strackenhof                           | Strackenhof                           | Endorfer Straße 22 Karte                            | In den Jahren 1855 und 1856 erfolgten Umbauten und zwischen 1949 und 1951 der Anbau eines Wohnteils. | 1634    | 18.11.2009       |                 |
| Kreuzkapelle                          | Kreuzkapelle                          | Heiligenfeld (Kataster) Flur 5, Flurstück 120 Karte | |         |                  | 000071-01       |
| weitere Bilder                        | Kloster Brunnen                       | Kloster Brunnen 1 und 2 Karte                       | Wallfahrtskirche St. Antonius von Padua                                                              |         |                  | 000005-01       |
| Bauernhaus                            | Bauernhaus                            | Recklinghauser Straße 37 Karte                      | Bäuerliches Wohnhaus und zwei Wirtschaftsgebäude                                                     |         |                  | 000131-01       |
| Katholische Pfarrkirche St. Sebastian | Katholische Pfarrkirche St. Sebastian | Sebastianstraße 10 Karte                            | |         |                  | 000090-01       |
| BW                                    | „Alter Spieker“                       | Zum Bilsenberg 6 Karte                              | |         |                  | 000035-02       |

### Enkhausen
Die Liste umfasst auch Eintragungen in den Nebendörfern Estinghausen und Tiefenhagen.
| Bild           | Bezeichnung                            | Lage                      | Beschreibung | Bauzeit | Eingetragen seit | Denkmal- nummer |
| -------------- | -------------------------------------- | ------------------------- | ------------ | ------- | ---------------- | --------------- |
| BW             | Speicher                               | Estinghausen 4 Karte      |              |         |                  | 000111-01       |
| weitere Bilder | Katholische Pfarrkirche St. Laurentius | Enkhauser Straße 28 Karte |              |         |                  | 000016-01       |

### Hachen
| Bild               | Bezeichnung        | Lage                     | Beschreibung                | Bauzeit | Eingetragen seit | Denkmal- nummer |
| ------------------ | ------------------ | ------------------------ | --------------------------- | ------- | ---------------- | --------------- |
| Fachwerkgebäude    | Fachwerkgebäude    | Burgstraße 12 Karte      |                             |         |                  | 000088-01       |
| Wohngebäude        | Wohngebäude        | Burgstraße 21 Karte      |                             |         |                  | 000052-01       |
| Backhaus           | Backhaus           | Burgstraße 21 Karte      |                             |         |                  | 000054-01       |
| Fachwerkgebäude    | Fachwerkgebäude    | Burgstraße 26 Karte      |                             |         |                  | 000053-01       |
| weitere Bilder     | Burg Hachen        | Burgstraße 28 Karte      |                             |         |                  | 000012-01       |
| Fachwerkgebäude    | Fachwerkgebäude    | Burgstraße 41 Karte      |                             |         |                  | 000061-01       |
| Bruchsteinwohnhaus | Bruchsteinwohnhaus | Brechtingstraße 3 Karte  | Massives Bruchsteinwohnhaus |         |                  | 000066-01       |
| Burgschänke        | Burgschänke        | Hachener Straße 28 Karte | Burgschänke.jpg             |         |                  | 000047-01       |
| Fachwerkgebäude    | Fachwerkgebäude    | Hachener Straße 30 Karte |                             |         |                  | 000050-01       |
| Fachwerkgebäude    | Fachwerkgebäude    | Hachener Straße 35 Karte |                             |         |                  | 000051-01       |
| Fachwerkgebäude    | Fachwerkgebäude    | Hachener Straße 37 Karte |                             |         |                  | 000051-02       |
| Fachwerkgebäude    | Fachwerkgebäude    | Hachener Straße 39 Karte |                             |         |                  | 000048-01       |
| Fachwerkgebäude    | Fachwerkgebäude    | Hachener Straße 41 Karte |                             |         |                  | 000049-01       |
| Kapelle Reigern    | Kapelle Reigern    | Reigern 2 Karte          |                             |         |                  | 000019-01       |

### Hagen/Wildewiese
| Bild | Bezeichnung                                        | Lage                             | Beschreibung                               | Bauzeit   | Eingetragen seit | Denkmal- nummer |
| --- | -------------------------------------------------- | -------------------------------- | ------------------------------------------ | --------- | ---------------- | --------------- |
| Katholische Pfarrkirche St. Nikolaus | Katholische Pfarrkirche St. Nikolaus               | Brückenplatz 3 Karte             |                                            |           |                  | 000011-01       |
| Alte Schule | Alte Schule                                        | Brückenplatz 4 Karte             |                                            |           |                  | 000056-01       |
| Fachwerkgebäude | Fachwerkgebäude                                    | Hagener Straße 6 Karte           |                                            |           |                  | 000109-01       |
| Fachwerkgebäude | Fachwerkgebäude                                    | Hagener Straße 14 Karte          |                                            |           |                  | 000106-01       |
| Fachwerkgebäude | Fachwerkgebäude                                    | Hagener Straße 16 Karte          |                                            |           |                  | 000110-01       |
| Fachwerkgebäude | Fachwerkgebäude                                    | Hagener Straße 17 Karte          |                                            |           |                  | 000107-01       |
| Fachwerkgebäude | Fachwerkgebäude                                    | Hagener Straße 19 Karte          |                                            |           |                  | 000105-01       |
| Ehemaliges Bauernhaus | Ehemaliges Bauernhaus                              | Hagener Straße 30 Karte          |                                            | nach 1844 |                  | 000135-01       |
| Fachwerkgebäude | Fachwerkgebäude                                    | Hagener Straße 43 Karte          |                                            |           |                  | 000103-01       |
| Fachwerkgebäude | Fachwerkgebäude                                    | Hagener Straße 44 Karte          |                                            |           |                  | 000114-01       |
| Fachwerkgebäude | Fachwerkgebäude                                    | Hagener Straße 45 Karte          |                                            |           |                  | 000104-01       |
| Fachwerkhaus | Fachwerkhaus                                       | Hagener Straße 57 Karte          |                                            |           |                  | 000018-01       |
| Fachwerkgebäude | Fachwerkgebäude                                    | Hagener Straße 59 Karte          |                                            |           |                  | 000102-01       |
| Fachwerkgebäude | Fachwerkgebäude                                    | Hagener Straße 67 Karte          |                                            |           |                  | 000108-01       |
| [[Vorlage:Bilderwunsch/code!/C:51.239136,7.99174!/D:Wohn- und Wirtschaftsgebäude Waldgut Hohenwibbecke, Wildewiese Hohenwibbecke 1!/\|BW]] | Wohn- und Wirtschaftsgebäude Waldgut Hohenwibbecke | Wildewiese Hohenwibbecke 1 Karte | Gemarkung Wildewiese, Flur 3, Flurstück 60 |           |                  | 000153-01       |

### Hellefeld
| Bild                                          | Bezeichnung                                                       | Lage                                 | Beschreibung                                                                                       | Bauzeit            | Eingetragen seit | Denkmal- nummer |
| --------------------------------------------- | ----------------------------------------------------------------- | ------------------------------------ | -------------------------------------------------------------------------------------------------- | ------------------ | ---------------- | --------------- |
|                                               | Bildstock (Hubertusstock)                                         | Arnsberger Straße                    | Hellefeld Flurstück 21                                                                             | 1913               |                  | 000137-01       |
| Bauernhaus und Hausgarten                     | Bauernhaus und Hausgarten                                         | Erfurter Straße 4 Karte              | |                    |                  | 000099-01       |
| BW                                            | Kehlkapelle                                                       | Hellefeld Flur 3, Flurstück 78 Karte | |                    |                  | 000117-01       |
| weitere Bilder                                | Wohnhaus                                                          | Hellefelder Straße 5 Karte           | | um 1900            |                  | 000142-01       |
| weitere Bilder                                | Ehemaliges Bauernhaus                                             | Hellefelder Straße 18 Karte          | heute Wohn- und Gasthaus                                                                           | um 1760            |                  | 000149-01       |
| Bauernhaus und Nebengebäude                   | Bauernhaus und Nebengebäude                                       | Hellefelder Straße 21 Karte          | | 1771 und vor 1800  |                  | 000128-01       |
| Bauernhaus                                    | Bauernhaus                                                        | Hellefelder Straße 24 Karte          | | vor 1829           |                  | 000145-01       |
| Ehemalige Mädchenschule                       | Ehemalige Mädchenschule                                           | Hellefelder Straße 27 Karte          | heute Wohnhaus                                                                                     | 1830               |                  | 000138-01       |
| weitere Bilder                                | Katholische Pfarrkirche „St. Martin“                              | Hellefelder Straße 29 Karte          | Der schlichte Turm an der Nordseite des Kirchengebäudes ist noch von der Vorgängerkirche erhalten. | 1874 bis 1877      |                  |                 |
| weitere Bilder                                | Kirchplatzmauer, Kreuzwegstationen, Missionskreuz und Jesusstatue | Hellefelder Straße 29 Karte          | |                    |                  | 000144-01       |
| Wohn-, Gast- und Geschäftshaus                | Wohn-, Gast- und Geschäftshaus                                    | Hellefelder Straße 35 Karte          | | um 1813            |                  | 000146-01       |
| Bauernhaus und Wirtschaftsgebäude             | Bauernhaus und Wirtschaftsgebäude                                 | Hof zum Broich Karte                 | | 1749/1833 und 1913 |                  | 000151-01       |
| weitere Bilder                                | Kapelle der heiligen Familie                                      | Hof zum Broich 1 Karte               | | 1731               |                  | 000010-01       |
| Bauernhaus                                    | Bauernhaus                                                        | Knippe 2 Karte                       | | 1800               |                  | 000141-01       |
| Fachwerkhaus                                  | Fachwerkhaus                                                      | Knippe 4 Karte                       | | vor 1829           |                  | 000139-01       |
| Schule Hellefeld                              | Schule Hellefeld                                                  | Kurfürstenstraße 6 Karte             | | 1926               |                  | 000129-01       |
| Friedhofsportal, Friedhofskreuz und Grabstein | Friedhofsportal, Friedhofskreuz und Grabstein                     | Liboriusweg Karte                    | | 1872               |                  | 000143-01       |
| Pfarrhaus                                     | Pfarrhaus                                                         | Liboriusweg 1 Karte                  | | 1784/85            |                  | 000140-01       |

### Hövel
| Bild           | Bezeichnung    | Lage              | Beschreibung | Bauzeit | Eingetragen seit | Denkmal- nummer |
| -------------- | -------------- | ----------------- | ------------ | ------- | ---------------- | --------------- |
| weitere Bilder | Haus Melschede | Melschede 1 Karte |              |         |                  | 000006-01       |

### Langscheid
| Bild                              | Bezeichnung                       | Lage                          | Beschreibung | Bauzeit      | Eingetragen seit | Denkmal- nummer |
| --------------------------------- | --------------------------------- | ----------------------------- | ------------ | ------------ | ---------------- | --------------- |
| Antoniuskapelle                   | Antoniuskapelle                   | Langscheider Straße 18a Karte |              |              |                  | 000031-01       |
| Kriegerehrenmal mit Aussichtsturm | Kriegerehrenmal mit Aussichtsturm | Ringstraße 54 Karte           |              | 1920er Jahre |                  | 000148-01       |

### Linnepe
| Bild                    | Bezeichnung             | Lage                     | Beschreibung | Bauzeit | Eingetragen seit | Denkmal- nummer |
| ----------------------- | ----------------------- | ------------------------ | ------------ | ------- | ---------------- | --------------- |
| BW                      | Fachwerkhaus            | Linneper Straße 6a Karte |              |         |                  | 000002-01       |
| Kapelle Hl. Drei Könige | Kapelle Hl. Drei Könige | Linneper Straße 2b Karte |              |         |                  | 000026-01       |
| BW                      | Fachwerkgebäude         | Linneper Straße 6 Karte  |              |         |                  | 000057-01       |
| BW                      | Fachwerkhaus            | Linneper Straße 8 Karte  |              |         |                  | 000017-01       |
| Kapelle St. Cäcilia     | Kapelle St. Cäcilia     | Weninghausen Karte       |              |         |                  | 000025-01       |
| BW                      | Speicher                | Weninghausen 3 Karte     |              |         |                  | 000015-01       |

### Stockum
Die Liste umfasst auch etwaige Eintragungen in den Nebendörfern Seidfeld und Dörnholthausen.
| Bild                    | Bezeichnung                            | Lage                       | Beschreibung | Bauzeit                | Eingetragen seit | Denkmal- nummer |
| ----------------------- | -------------------------------------- | -------------------------- | ------------ | ---------------------- | ---------------- | --------------- |
| Friedhof                | Friedhof                               | Am Wenne Karte             |              |                        |                  | 000154-01       |
| Kapelle Maria Virginis  | Kapelle Maria Virginis                 | Auf dem Bergmer Karte      |              |                        |                  | 000067-01       |
| Kapelle St. Martin      | Kapelle St. Martin                     | In der Ecke 2 Karte        |              |                        |                  | 000022-01       |
| BW                      | Fachwerkhaus                           | In der Ecke 4 Karte        |              |                        |                  | 000013-01       |
| Gebäude                 | Gebäude                                | Markt 7 Karte              | Fachwerkhaus |                        |                  | 000091-01       |
| BW                      | Wappenstein                            | Markt 8 Karte              |              |                        |                  | 000055-01       |
| weitere Bilder          | Katholische Pfarrkirche St. Pankratius | Markt 9 Karte              |              |                        |                  | 000009-01       |
| weitere Bilder          | Kapelle Christi Leiden                 | Rehberg Karte              |              |                        |                  | 000072-01       |
|                         | Trigonometrischer Sandsteinpfeiler     | Stockumer Straße           |              |                        |                  | 000155-01       |
| BW                      | Wohnhaus                               | Stockumer Straße 42a Karte |              | vor 1829               |                  | 000130-01       |
| BW                      | Gänseburg                              | Stockumer Straße 42b Karte | Fachwerkhaus |                        |                  | 000024-01       |
| BW                      | Wohnhaus                               | Stockumer Straße 61 Karte  |              | 1920er Jahre           |                  | 000001-01       |
| Bildstock und Wegekreuz | Bildstock und Wegekreuz                | Zum Hafen 5 Karte          |              | 19. Jahrhundert / 1867 |                  | 000134-01       |

### Westenfeld
| Bild       | Bezeichnung       | Lage                         | Beschreibung    | Bauzeit   | Eingetragen seit | Denkmal- nummer |
| ---------- | ----------------- | ---------------------------- | --------------- | --------- | ---------------- | --------------- |
| BW         | Gut Schnellenhaus | Gut Schnellenhaus 1 Karte    |                 |           |                  | 000157-01       |
| Bauernhaus | Bauernhaus        | Westenfelder Straße 39 Karte | Längsdeelenhaus | 1842–1844 |                  | 000147-01       |